# Louisa Necib
Louisa Necib (Marsella, 23 de gener de 1987) és una centrecampista de futbol amb 140 internacionalitats per a França des del 2005. Ha jugat tres Eurocopes, dos Mundials i uns Jocs Olímpics amb la selecció, arribant a les semifinals del Mundial 2011 i els Jocs de Londres de 2012.
El 2009 va ser nomenada millor jugadora de la lliga francesa, i al 2011, després de jugar el seu primer Mundial (on va ser inclosa al All-Star Team) i guanyar la seva primera Lliga de Campions amb l'Olympique, va ser 9a al FIFA Women's World Player.
El 2016 va anunciar la seva retirada després del Jocs Olímpics de Rio.

## Trajectòria
| Temporades    | Equip               | Títols                                    |
| ------------- | ------------------- | ----------------------------------------- |
| 02/03 - 03/04 | Celtic de Marsella  |                                           |
| 04/05 - 05/06 | CNFE Clairefontaine |                                           |
| 06/07         | Montpellier HSC     | 1 Copa                                    |
| 07/08 - 15/16 | Olympique Lió       | 3 Lligues de Campions, 9 Lligues, 6 Copes |